# Меч Победы
Меч Победы (тайск. พระแสงขรรค์ชัยศรี, Phra Saeng Khan Chaiyasi) — одна из королевских регалий Таиланда, олицетворяющая военную мощь и силу монарха. Меч имеет эфес длиной 10 дюймов (25,4 см) и клинок длиной 25 дюймов (64,5 см). Помещенный в ножны меч имеет общую длину 40 дюймов (101 сантиметр) и весит 1,9 кг. Промежуток между клинком и эфесом украшен золотой инкрустацией с изображением бога Вишну, едущего верхом на Гаруде.
История меча окутана мифами и легендами. Согласно одной из них, в 1784 году камбоджийские рыбаки выловили этот меч в озере Тонлесап и преподнесли в дар королю Анг Енгу, который, в свою очередь, решил преподнести меч в дар своему сюзерену королю Таиланда Раме I. Согласно легенде, как только меч был доставлен в Бангкок, в город с семи разных сторон ударило семь молний, задев городские ворота, через которые был ввезён меч, и главные ворота Большого дворца.
Имя меча (Пхра Сен Хан Чаяси) означает «Мудрость короля» и служит напоминанием монарху, что он должен мудро править своим народом. У короля Рамы I ножны для меча были изготовлены из золота и инкрустированы бриллиантами и драгоценными камнями. Меч используется во время церемонии коронации; король получает меч из рук брамина и привязывает его к своему поясу.